# Geoff Duke
Geoffrey Ernest (Geoff) Duke OIB (29 de março de 1923 – 1 de maio de 2015) foi um ex-motociclista britânico nascido na Inglaterra, tetracampeão do mundo nas 500 cilindradas: 1951, 1953, 1954 e 1955.